# Cantone di Approuague-Kaw
Il cantone di Approuague-Kaw è una divisione amministrativa dell'arrondissement di Caienna, nel dipartimento d'oltremare della Guyana.
È formato dal solo comune di Régina.